# Canary Wharf

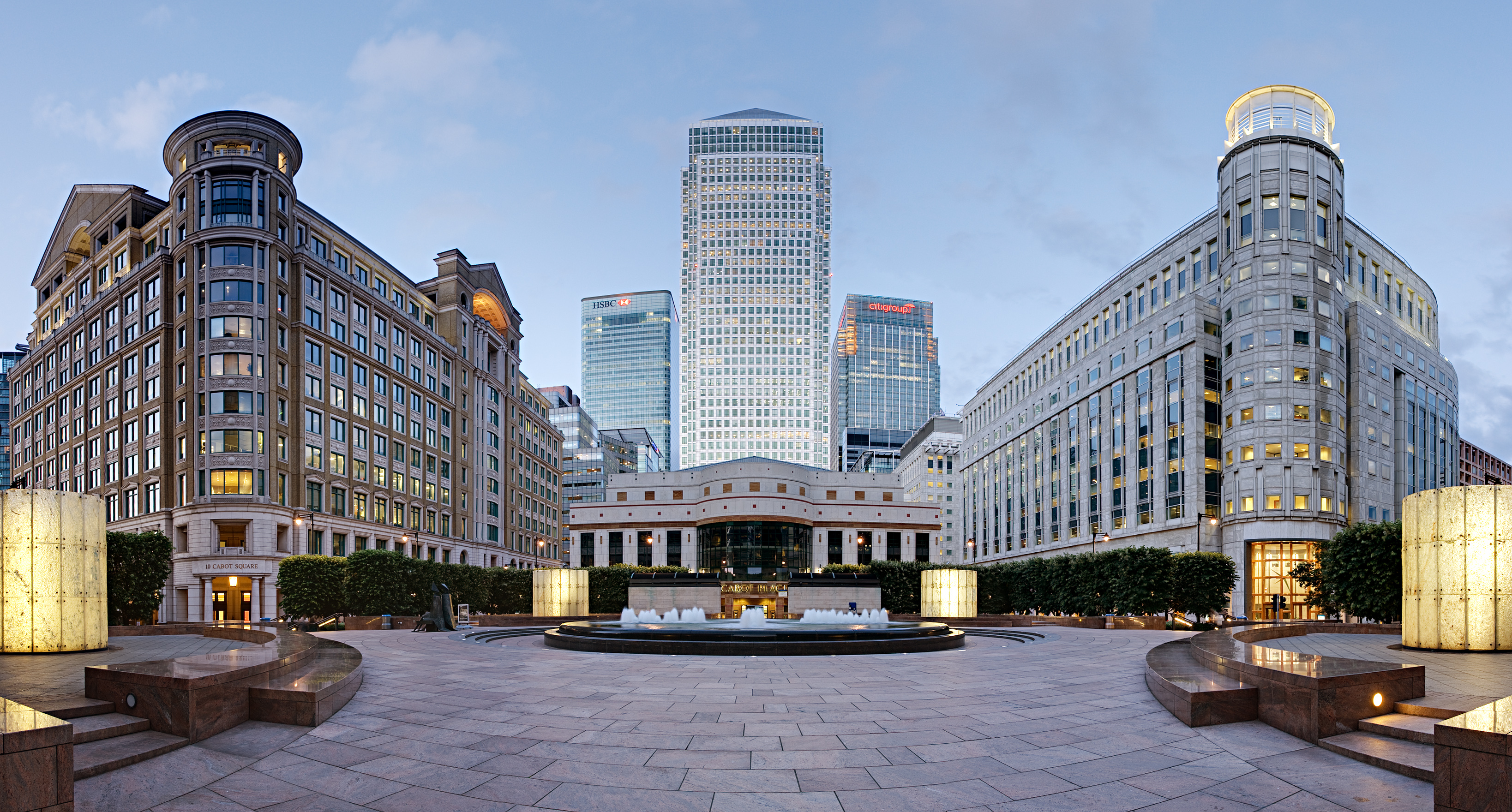
Canary Wharf visto da Cabot Square.

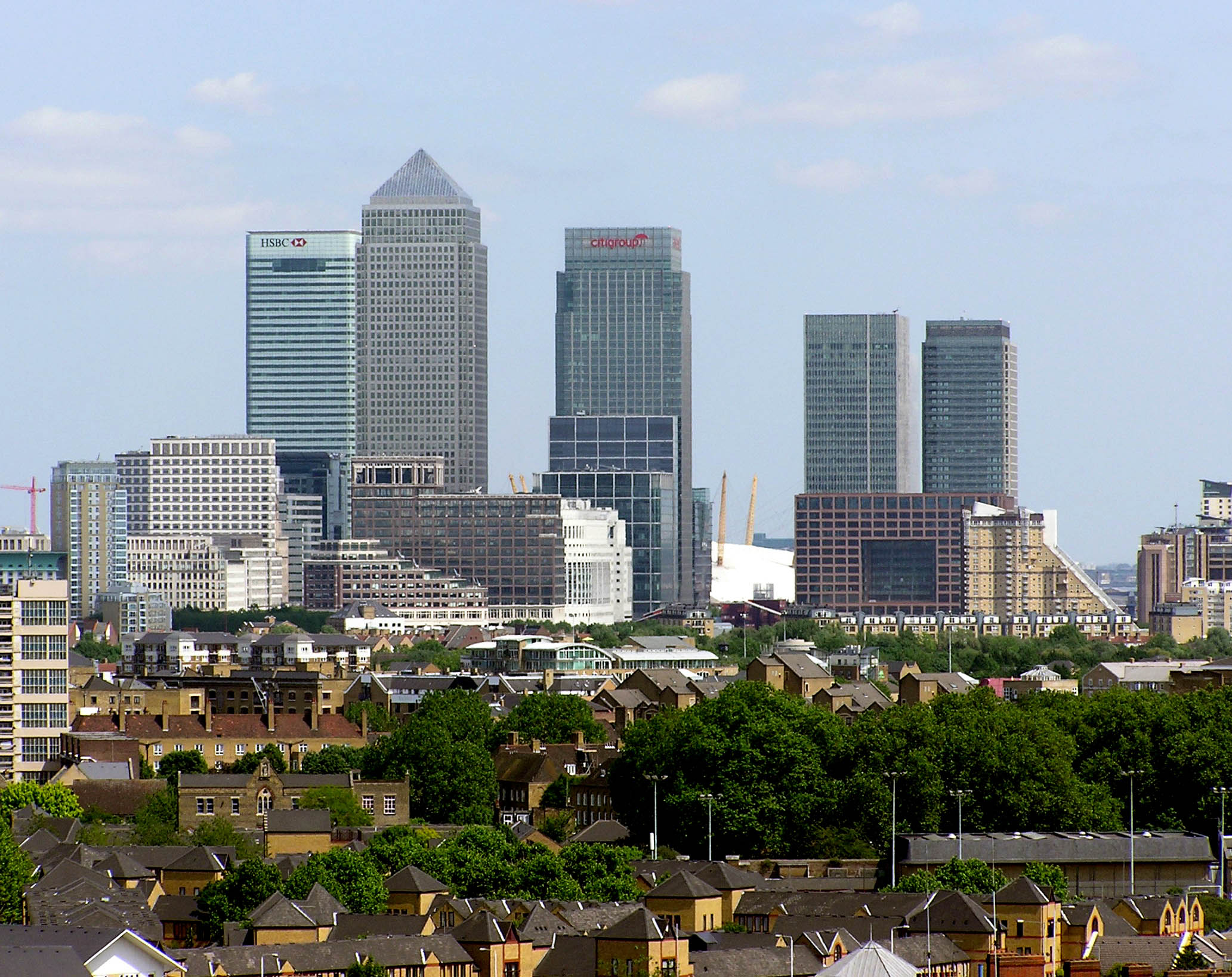
Canary Wharf a partir da Tower Bridge.

O Canary Wharf é um complexo de edifícios comerciais localizado na cidade de Londres que inclui o One Canada Square, 8 Canada Square e Citigroup Centre, que já tiveram o título de três maiores edifícios do Reino Unido.
No complexo, trabalhavam cerca de 105.000 pessoas em 2014. Nele estão as sedes mundiais ou europeias de numerosos grandes bancos, empresas de serviços profissionais e organizações de mídia.
Entre 1802 e 1980, a área do complexo foi um dos portos mais importantes do mundo, empregando até 50 mil pessoas.

## História

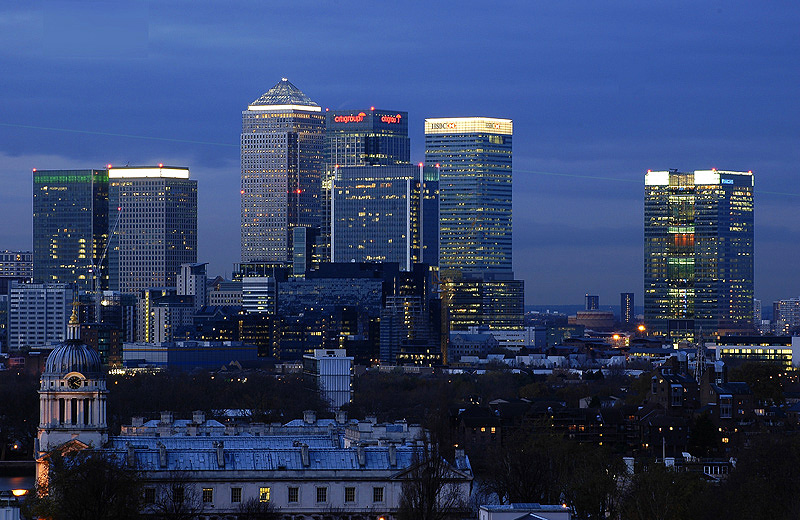
Canary Wharf à noite.

### Antes
O nome foi retirado do arquipélago espanhol das Canárias para onde exportava.
Durante a Segunda Guerra Mundial, o porto foi bombardeado e quase todas as mercadorias foram destruídas trazendo um enorme prejuízo para a política de exportação britânica. Após uma breve reconstrução da área em 1950, o setor portuário sofreu uma queda e tornou-se menos produtivo que os outros portos ao redor da cidade. Por fim, o governo optou por fechar o porto em 1980.

### Construção do Complexo

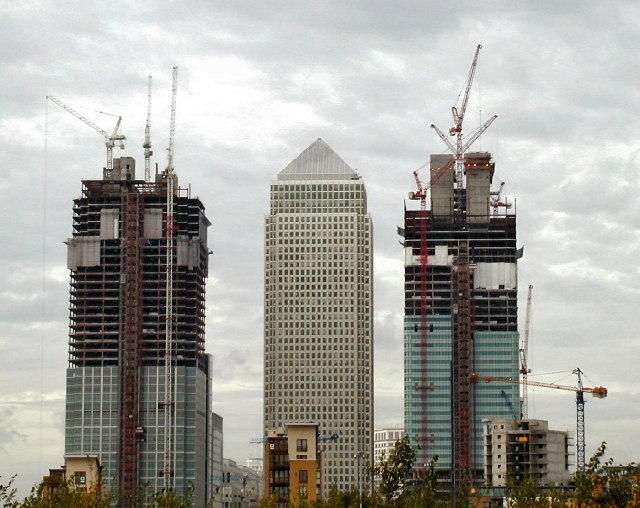
8 Canada Square e Citigroup Centre em construção.

O moderno Canary Wharf teve início quando  Michael von Clemm, presidente da Credit Suisse First Boston quis converter a região do porto abandonado em um complexo de negócios. Após uma série de reuniões com a G. Ware Travelstead eles decidiram investir na construção da nova zona empresarial. Porém, a Travelstead não pôde financiar a construção e vendeu o projeto à Olympia and York.  A construção do complexo começou em 1988 e o One Canada Square , o primeiro prédio do complexo, foi concluído em 1991, tornando-se um símbolo de Docklands.

### Oposições

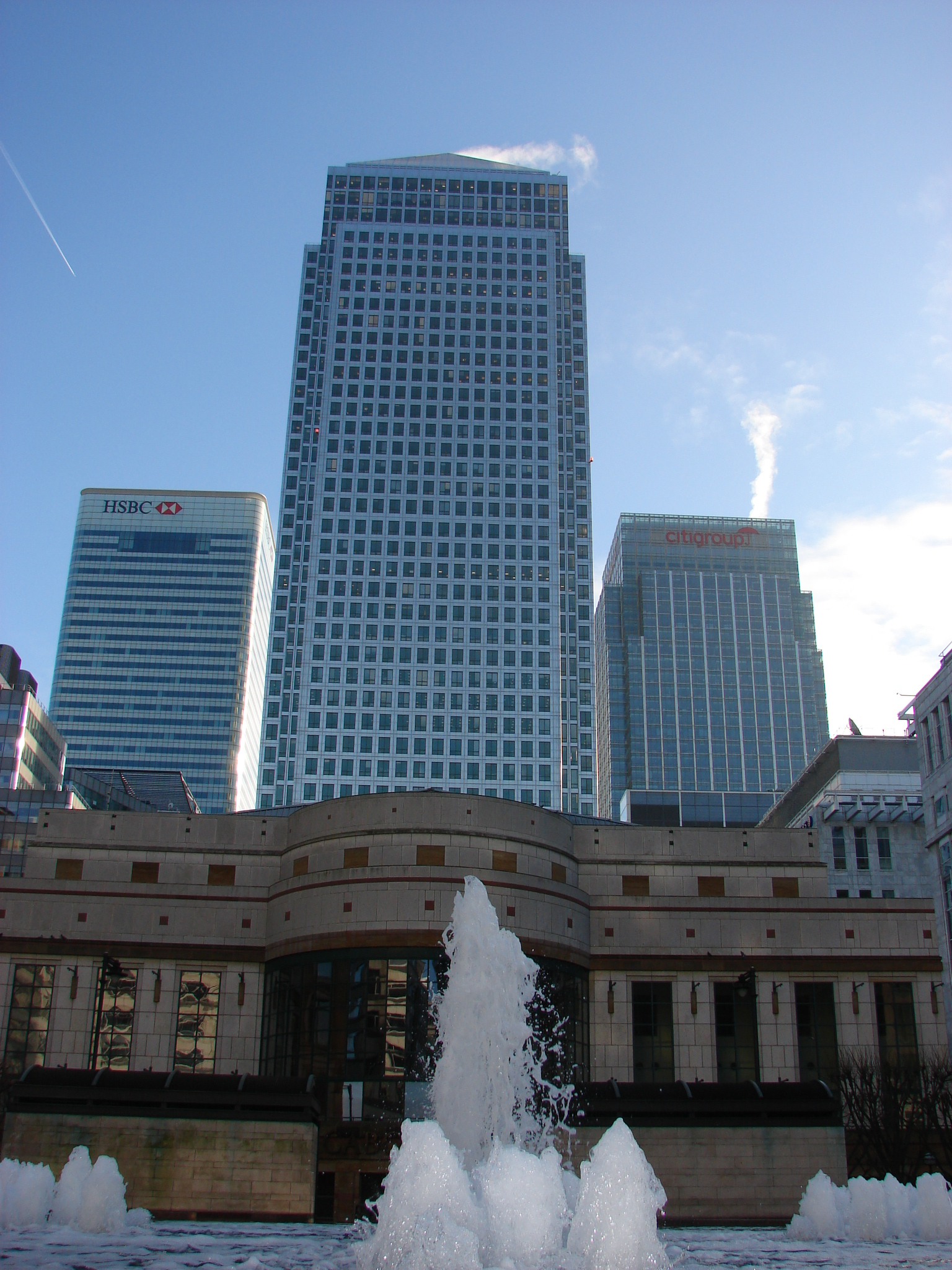
One Canada Square, prédio mais alto do Reino Unido.

A ideia da construção de um novo distrito comercial não agradou os moradores locais, que acreditavam que a construção iria diminuir o valor da região e que eles não receberiam melhoria no setor de transportes e segurança. Em 1997, alguns moradores processaram o Canary Wharf, alegando que a torre não permitia a transmissão de sinais de televisão.

### Hoje
Atualmente, o Canary Wharf sedia grandes agências bancárias, como o Barclays, HSBC e Citigroup e também empresas de entretenimento como a Thomson Reuters e o The Daily Mirror. Canary Wharf também é um grande shopping e emprega mais de 93 mil pessoas em 200 lojas. Quase 500 mil pessoas passam pelo Canary Wharf por semana.